# Federico Borromeo
Federico Borromeo, italijanski rimskokatoliški duhovnik, škof in kardinal, * 16. avgust 1564, Milano, † 21. september 1631.

## Življenjepis
18. decembra 1587 je bil povzdignjen v kardinala.
Leta 1595 je bil imenovan za nadškofa Milana.
- Gratia de' principi, 1632
- Archiepiscopalis fori Sanctae Mediolanensis Ecclesiae taxae, 1624